# Wassenaarsche Polder
De Wassenaarsche Polder is een zeventiende-eeuwse polder en voormalig waterschap in de gemeenten Rijnsaterwoude, Leimuiden, en Ter Aar in de Nederlandse provincie Zuid-Holland. Het waterschap werd op 1 januari 1979 opgenomen in het nieuw gevormde waterschap De Aarlanden.

## Kenmerken
De Wassenaarsche polder heeft een oppervlakte van ongeveer 1000 hectare en ligt tussen Rijnsaterwoude, Leimuiden en Langeraar. Aan de zuidzijde is de polder begrensd door de Leidsche Vaart, aan de westzijde door de Dijksloot langs de weg Rijnsaterwoude-Leimuiden, aan de noordzijde door de Drecht (rivier) en aan de oostzijde door de Geerpolderplas en de Langeraarsche Plassen. De totale lengte aan dijken rondom de polder is ruim 12 kilometer. Het maaiveld in de polder ligt op ongeveer NAP-4,20 m. Het grootste deel van de polder bestaat uit weidegrond en enige akkerbouw. De Provinciale weg 207 loopt door de polder heen. Ten noorden van de polder ligt de Griet- en Vriesekoopsche Polder, ten zuiden de Vierambachtspolder.

## Geschiedenis
Van de tegenwoordige Wassenaarsche polder, lag het land dat uitgeveend was, tot in de tweede helft van de 17e eeuw nog oningepolderd. Op 24 juni 1666 verleenden de Staten van Holland en West-Friesland toestemming aan de ambachtsheer van Rijnsaterwoude, de heer Johan Van Wassenaer om de uitgeveende gronden gelegen tussen de Bilderdammerlaan en de Hoogeveense wegh, de Langeraerse Dijck, de Molenwateringe (tegenwoordige Leidsche Vaart), de Heerwegh vanaf de Rhijnsaterwouder Brugge tot de Leymuider Brugge en de Groote Dregt te doen droogmaken. In 1674 werd de polder drooggemalen, maar als gevolg van een doorbraak van de Spaarndammerdijk in november 1675 brak ook de ringdijk van de nieuwe polder, die daardoor weer geheel onder water kwam te staan. Nadat de polder opnieuw was drooggemalen, bracht de grond in 1679 voor het eerst vruchten voort.

## Bemaling
De bemaling van de polder had vroeger plaats door twee gangen van elk twee windmolens met vijzels, uitslaand op de Drecht, aan de noordzijde van de polder. Elke molengang maalde twee hoog. De molens heetten De Beer, De Wolf, De Vos en De Leeuw. Aan de Leidsche Vaart stond nog een vijfde molen, die in 1710 door bliksem verwoest werd.
In 1879 werd de windbemaling opgeheven en vervangen door een stoomgemaal, het gemaal Van der Breggen, dat geplaatst werd ter plaatse van de vroegere oostelijke molengang. De molens werden daarop in 1880 verplaatst. In de jaren 1917-1918 werd het gemaal verbouwd, waarbij de stoombemaling vervangen werd door elektrische bemaling.
Naast het oude stoomgemaal, dat tot woonhuis is verbouwd, is een nieuw elektrisch gemaal gebouwd. In 2015 is een nieuw gemaal gebouwd op de historische plek van de vroegere westelijke molengang. Om het water vlotter naar dit gemaal te laten stromen, is ook de watergang verbreed.

## Dijken
De veenkaden rondom de polder blijven zakken en moeten daarom regelmatig worden opgehoogd en versterkt. De economische schade voor de Wassenaarschepolder zal bij een dijkdoorbraak vanuit de boezem circa 124,2 miljoen euro bedragen. De noordelijke kade van de Wassenaarschepolder (Vriezekoop Zuid) is grootschalig verbeterd in 1978. In de periode 2012-2017 zijn achtereenvolgens de oostelijke en westelijke, de zuidelijke en opnieuw de noordelijke kaden verbeterd..